# Veronica Costantini
Veronica Costantini (Jesolo, 23 marzo 2003) è una pallavolista italiana, centrale dell'AGIL.

## Carriera

### Club
La carriera di Veronica Costantini inizia nella stagione 2018-19 quando esordisce in Serie A1 con la squadra federale del Club Italia; nell'annata 2019-20 viene ingaggiata dall'AGIL, giocando però nella formazione che disputa la Serie B1: conquista la promozione in Serie A2 al termine del campionato 2020-21, a cui però la società rinuncia, mentre nella stagione 2021-22 ottiene qualche convocazione in prima squadra, in Serie A1.
Per il campionato 2022-23 si accasa al Talmassons, in Serie A2, con cui, al termine dell'annata 2023-24, si aggiudica la promozione in Serie A1; nell'annata successiva disputa la massima divisione italiana vestendo però la maglia della Roma Club e conquista la WEVZA Cup: al termine del campionato con la compagine della capitale, conclude la stagione in Spagna, al Ciutadella, in Superliga Femenina de Voleibol.
Ritorna in Italia già nell'annata 2025-26, accettando l'offerta dell'AGIL, sempre in Serie A1.

### Nazionale
Nel 2023 viene convocata nella selezione italiana under 21, con cui vince l'argento al campionato mondiale, mentre nel 2024 è in quella under 22, conquistando l'oro al campionato europeo.

## Palmarès

### Club
- WEVZA Cup: 1

2024

### Nazionale (competizioni minori)
- Campionato mondiale under 21 2023
- Campionato europeo under 22 2024